# Jan F. Vanderheyden
Jan F. Vanderheyden (Heverlee, 6 maart 1903 - 9 oktober 1987) was bibliothecaris van de Koninklijke Bibliotheek Brussel (1930-1950) en later hoogleraar aan de Katholieke Universiteit Leuven (1950-1973). Hij promoveerde in 1930 op Het thema en de uitbeelding van den dood in de poëzie der late middeleeuwen en der vroege renaissance in de Nederlanden.